# Las Vega's
Las Vega's är en chilensk telenovela från 2013, med Francisca Imboden, Lorena Bosch, María Jose Bello och Josefina Montané i huvudrollerna.

## Rollista (i urval)
- Francisca Imboden som Verónica Díaz
- Lorena Bosch som Mariana Vega
- María José Bello som Antonia Vega
- Josefina Montané som Camila Vega